# 26 aprilie
ianuarie • februarie • martie  • aprilie  • mai  • iunie  • iulie  • august  • septembrie  • octombrie  • noiembrie  • decembrie
26 aprilie este a 116-a zi a calendarului gregorian și ziua a 117-a în anii bisecți. Mai sunt 249 de zile până la sfârșitul anului.

## Evenimente

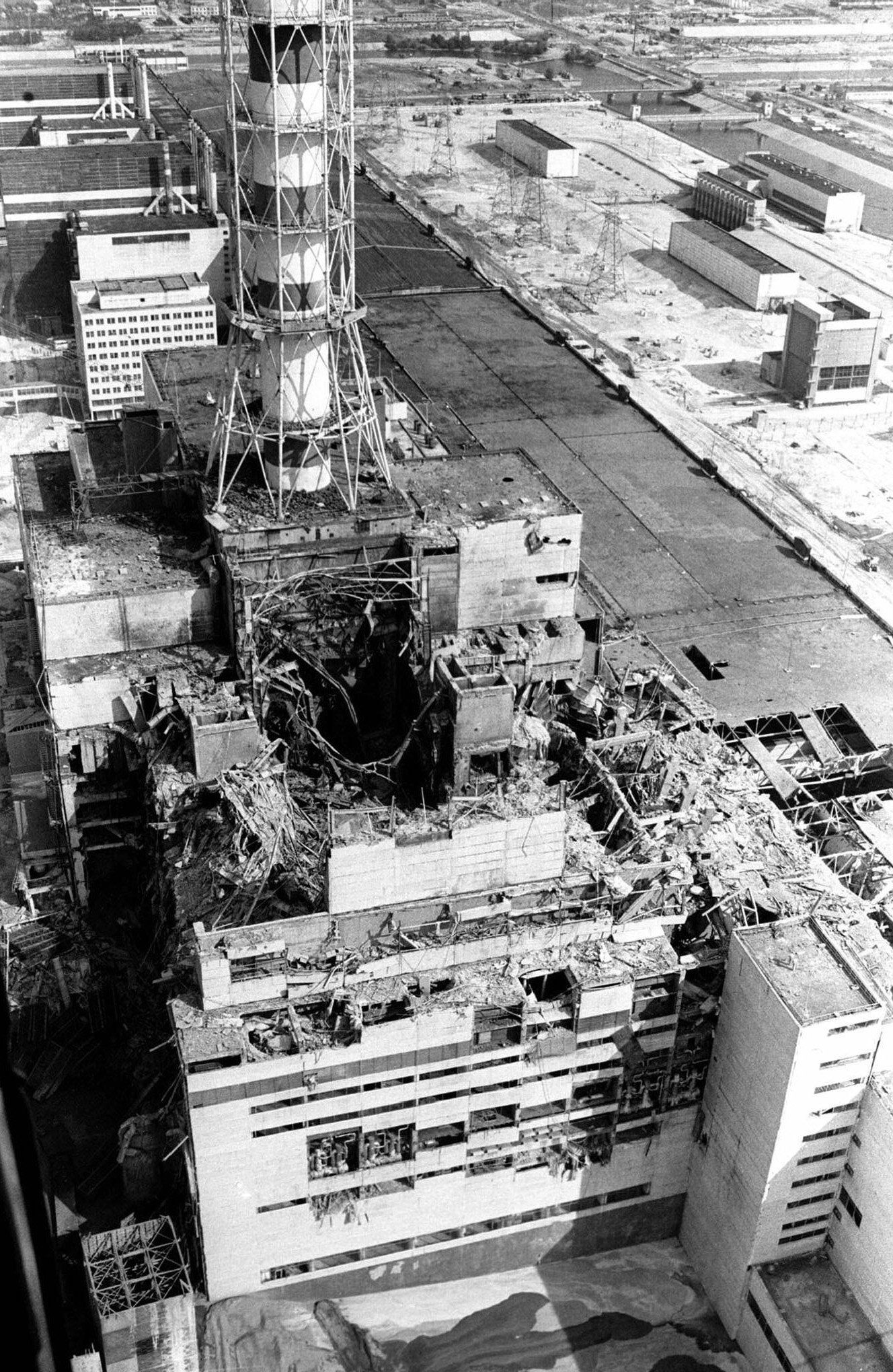
1986: S–a produs accidentul de la centrala nucleară de la Cernobîl. În fotografie reactorul 4 la câteva luni după dezastru.

- 1478: Familia Pazzi îl atacă pe Lorenzo de Medici și îl ucide pe fratele său Giuliano în timpul messei de la Domul din Florența.[1]
- 1775: În urma convenției încheiate între Imperiul Otoman și Austria, Bucovina intră în componența Imperiului Habsburgic.
- 1803: Plouă cu pietre din cer lângă L'Aigle, Franța. Academia Franceză de Științe trebuie să admită că îndoielile sale anterioare cu privire la originea extraterestră a pietrelor meteorice erau greșite.
- 1877: Ca urmare a bombardării orașelor românești de la Dunăre de către artileria turcă, armata română deschide focul asupra Vidinului.
- 1902: S–a înființat "Fotbal Club Timișoara". Peste câțiva ani se va transforma în Clubul Atletic Timișoara.
- 1913: A fost semnat, la Petersburg, un protocol prin care Bulgaria a cedat României orașul Silistra și câteva mici teritorii în sudul Dobrogei (26 aprile/9 mai).

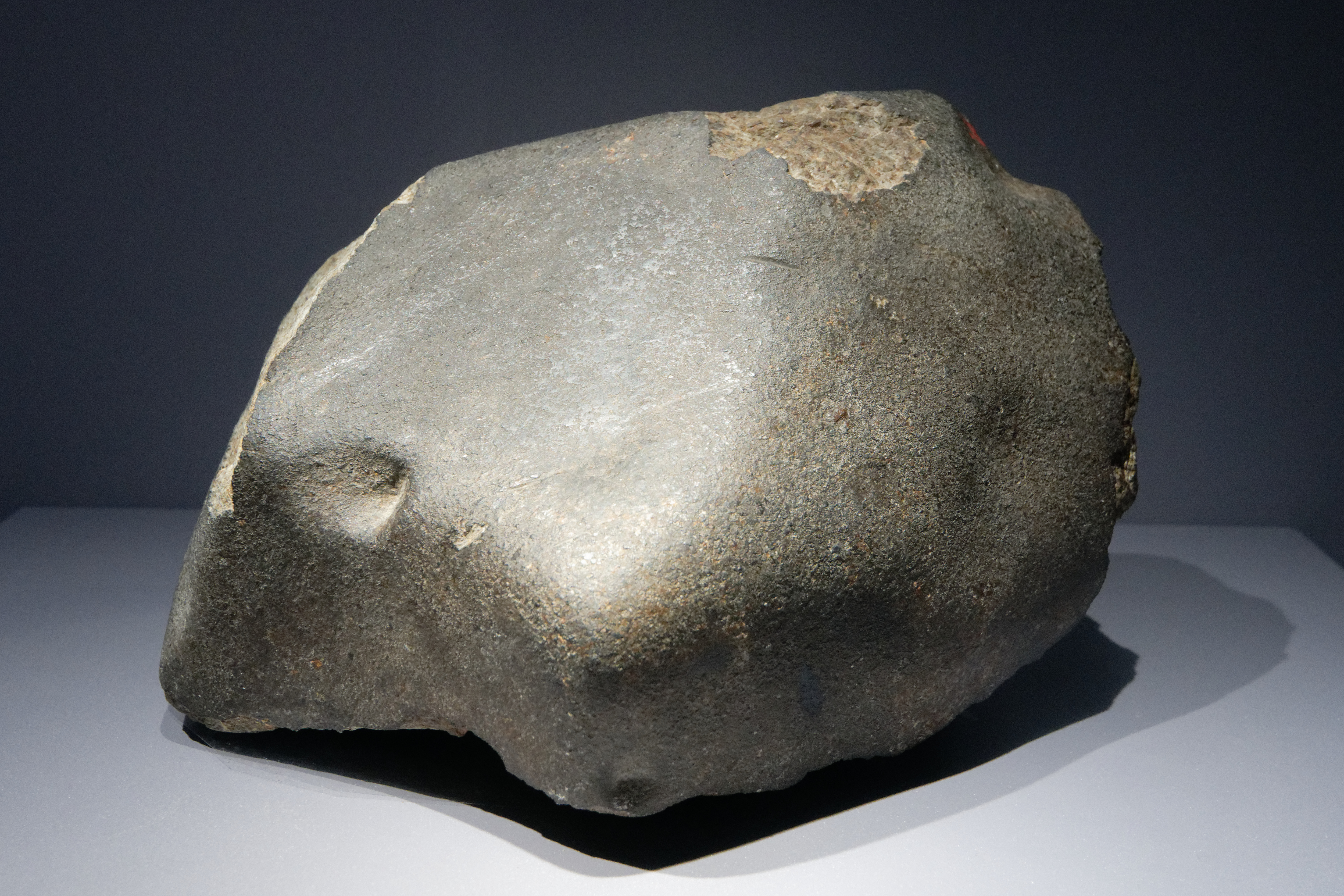
1803: Plouă cu pietre din cer lângă L'Aigle, Franța. Academia Franceză de Științe trebuie să admită că îndoielile sale anterioare cu privire la originea extraterestră a pietrelor meteorice erau greșite. În imagine unul din cele 2000-3000 de fragmente de meteorit care au căzut la L'Aigle.

- 1920: La Cluj este înființat primul institut speologic din lume.
- 1923: Ducele de York (viitorul rege George al VI-lea al Regatului Unit) se căsătorește cu Lady Elizabeth Bowes-Lyon la Westminster Abbey.
- 1925: Paul von Hindenburg îl învinge pe Wilhelm Marx în al doilea tur de scrutin al alegerilor prezidențiale germane și devine primul șef de stat al Republicii de la Weimar ales direct.
- 1931: New York, a avut loc prima emisiune televizată, experimental: protagonista emisiunii a fost actrița Fay Marbe.
- 1933: S-a înființat Gestapo, poliția secretă a Germaniei naziste.
- 1937: Războiul Civil Spaniol: Bombardarea orașului Guernica de către aviația germană.
- 1945: A fost adoptată Carta Națiunilor Unite (a intrat în vigoare la 24 octombrie 1945).
- 1954: Are loc Conferința de la Geneva cu scopul de a restabilirea păcii în Indochina și în Coreea.
- 1962: Nava spațială Ranger 4 a NASA se prăbușește pe Lună.
- 1964: Oficialii statelor africane Tanganika și Zanzibar și-au dat mâna pentru a forma un nou stat, Tanzania.
- 1976: Decernarea premiului "Pomme d'or" al Federației internaționale a ziariștilor și scriitorilor de turism (FIJET), zonei turistice Bucovina din România.
- 1986: S–a produs accidentul de la centrala nucleară de la Cernobîl, aflată la 200 km de Kiev.
- 1992: Regele Mihai efectuează prima vizită în România după 1989; a fost primit cu entuziasm la București.
- 1993: Curtea Constituțională a decis că Academia Română are competența de a stabili normele ortografice ale limbii române. Are loc revenirea la grafia cu litera „â” în loc de „î”, în anumite poziții din cuvânt și la scrierea cu „sunt”, „suntem”, sunteți” în loc de „sînt, sîntem, sînteți”.
- 2005: Răpitorii celor trei jurnaliști români au prelungit până pe 27 aprilie, la ora 18.00, ultimatumul dat autorităților române cu privire la retragerea trupelor din Irak.
- 2025: La funeraliile Papei Francisc participă delegații din 164 de țări diferite ale lumii, inclusiv 82 de lideri și 250.000 de membri ai publicului.[2][3][4]

## Nașteri
- 0121: Marcus Aurelius, împărat roman (d. 180)
- 1573: Maria de Medici, regină a Franței, a doua soție a lui Henric al IV-lea (d. 1642)
- 1564: William Shakespeare, dramaturg, poet și actor englez (d. 1616)
- 1648: Pedro al II-lea al Portugaliei (d. 1706)
- 1655: Rinaldo d'Este, Duce de Modena (d. 1737)
- 1782: Maria Amalia a celor Două Sicilii (d. 1866)

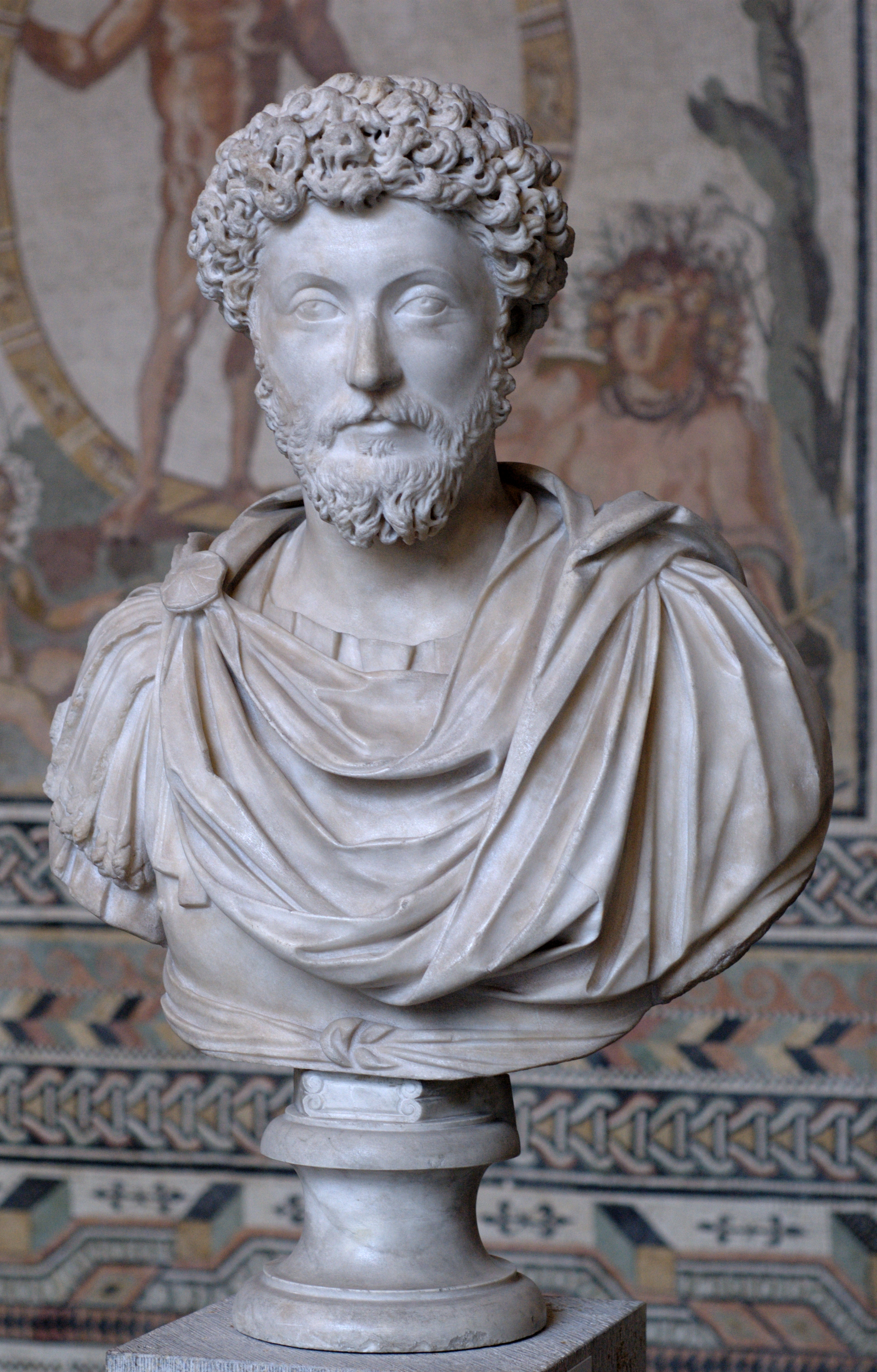
Marcus Aurelius, împărat roman
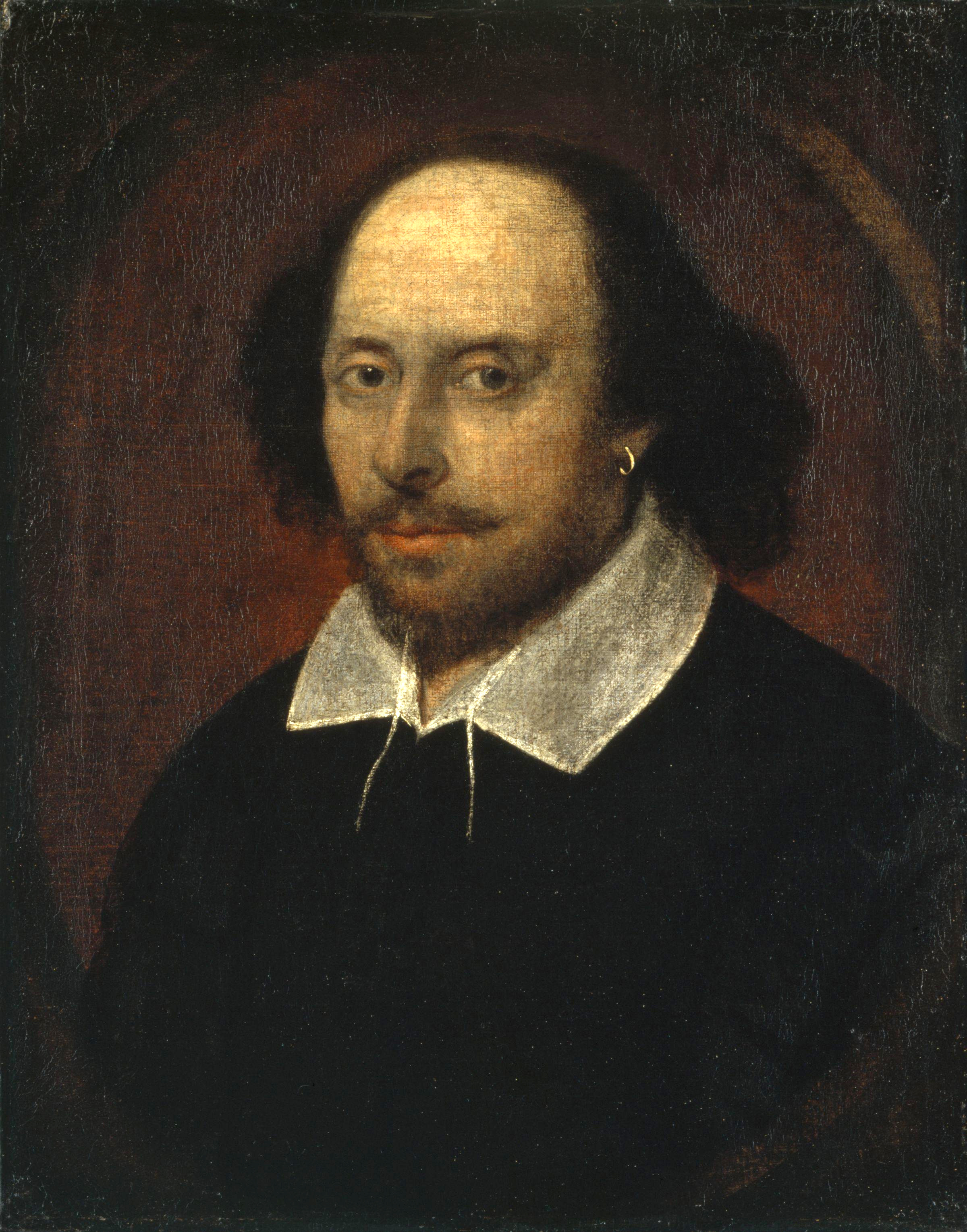
William Shakespeare, dramaturg, poet și actor englez
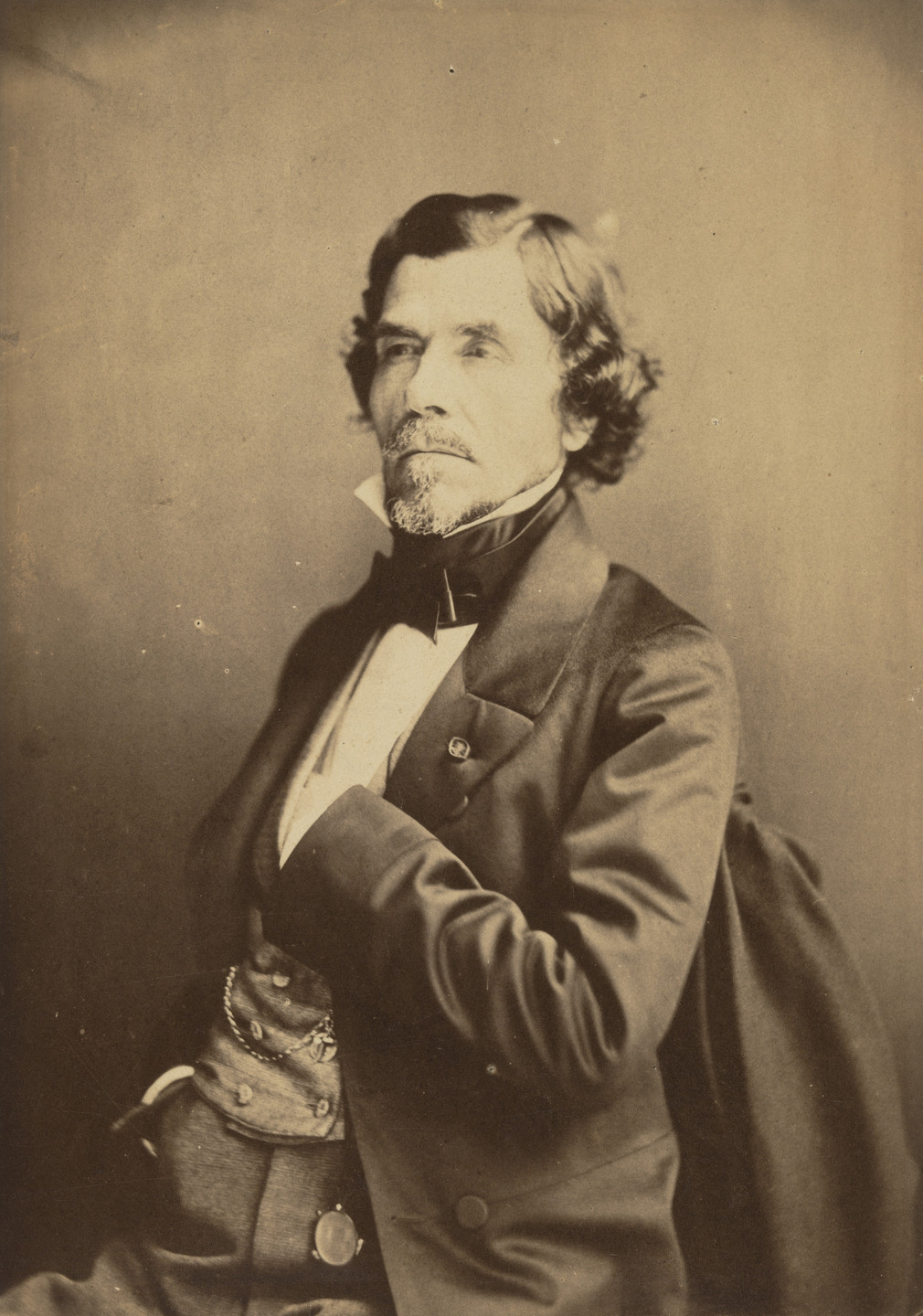
Eugène Delacroix, pictor francez
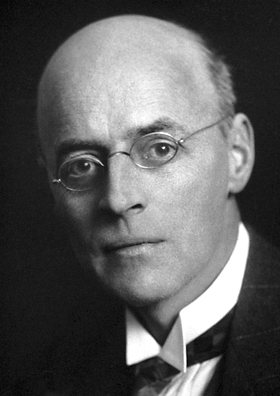
Owen Willans Richardson, fizician britanic, laureat Nobel

- 1798: Eugène Delacroix, pictor francez (d. 1863)
- 1821: Aimée Julie Cheron, pictoriță franceză (d. 1890)
- 1841: Wilhelm Scherer, critic și filolog austriac (d. 1886)
- 1849: Felix Klein, matematician german (d. 1925)
- 1865: Akseli Gallen-Kallela, pictor și grafician finlandez (d. 1931)
- 1879: Owen Willans Richardson, fizician britanic, laureat Nobel (d. 1959)
- 1889: Ludwig Wittgenstein, filosof englez de origine austriacă (d. 1951)
- 1894: Rudolf Hess, politician german nazist (d. 1987)
- 1898: Vicente Aleixandre, poet spaniol, laureat Nobel (d. 1984)
- 1900: Charles Francis Richter, fizician și seismolog american (d. 1985)
- 1905: Raúl Leoni, politician și președinte al Venezuelei (1964-1969) (d. 1972)
- 1922: Ștefan Augustin Doinaș, poet, membru al Academiei Române, președinte de onoare al Uniunii Scriitorilor (d. 2002)
- 1930: Oliviu Gherman, politician roman (d. 2020)
- 1932: Michael Smith, chimist englez, laureat Nobel (d. 2000)
- 1933: Arno Allan Penzias, fizician american, laureat Nobel
- 1935: George Draga, compozitor român

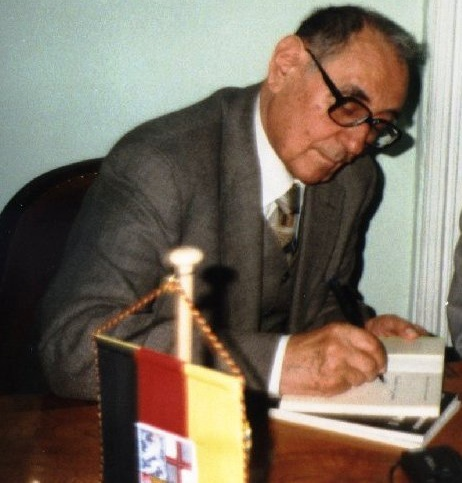
Ștefan Augustin Doinaș, poet român
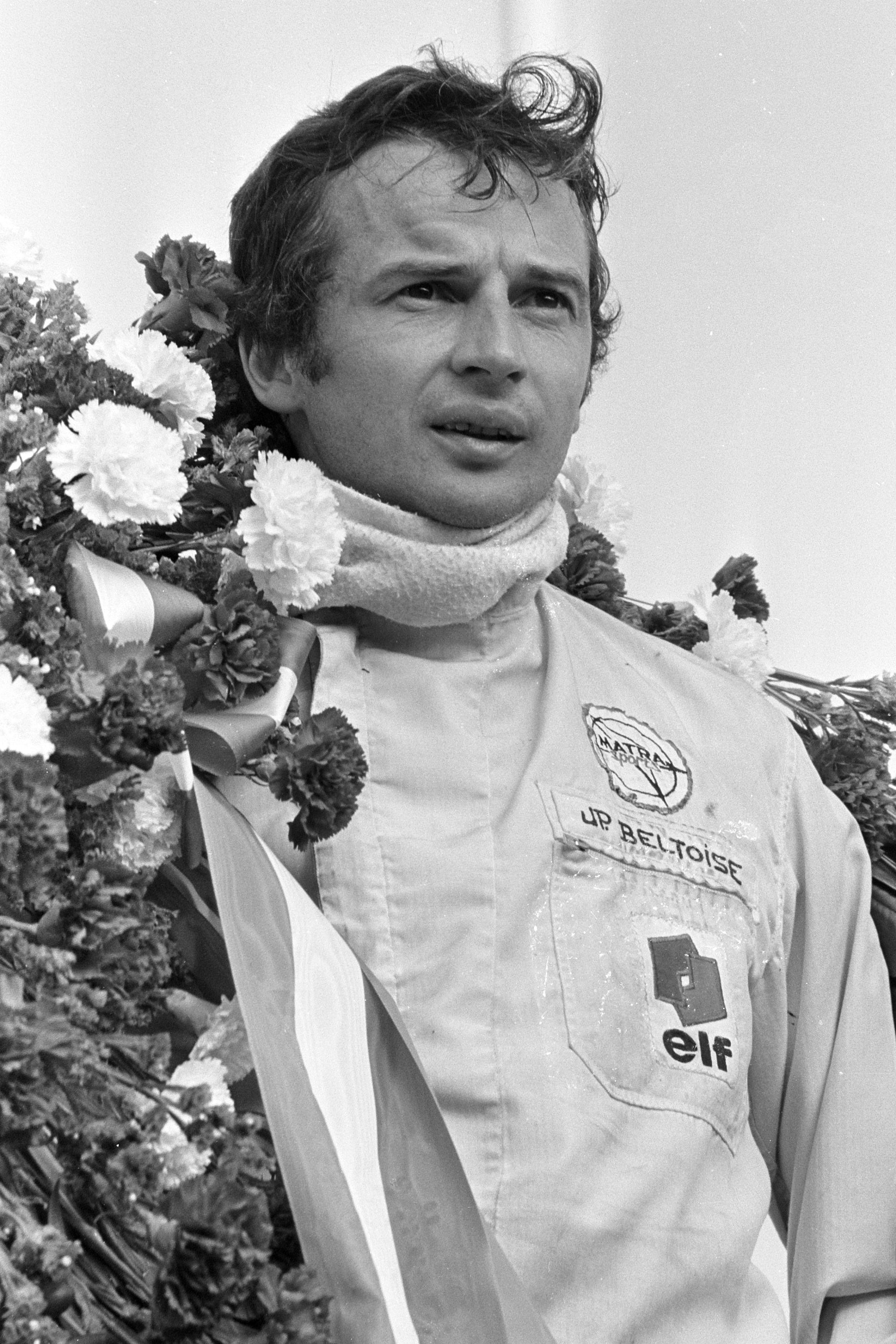
Jean-Pierre Beltoise,  pilot francez de Formula 1
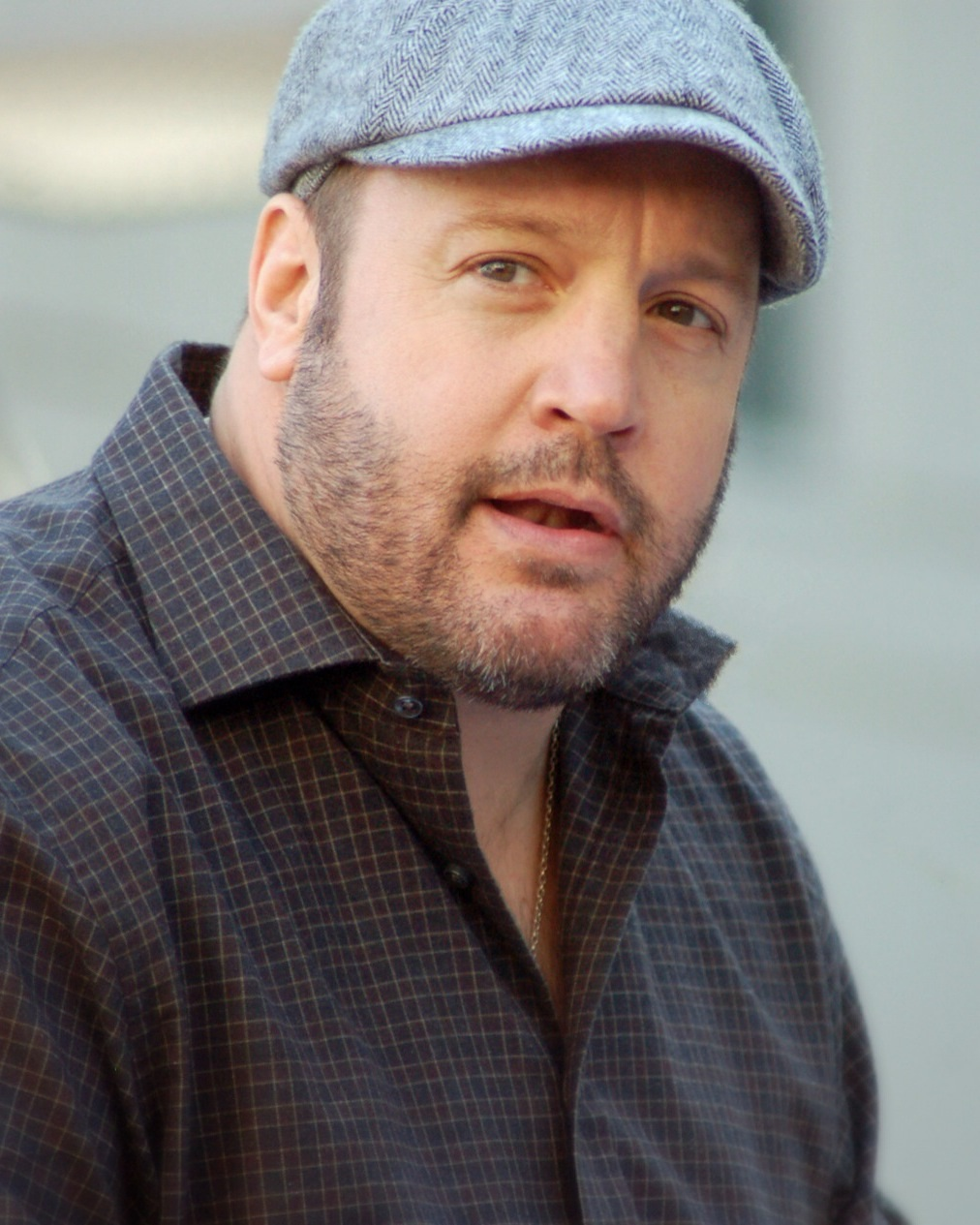
Kevin James, actor american
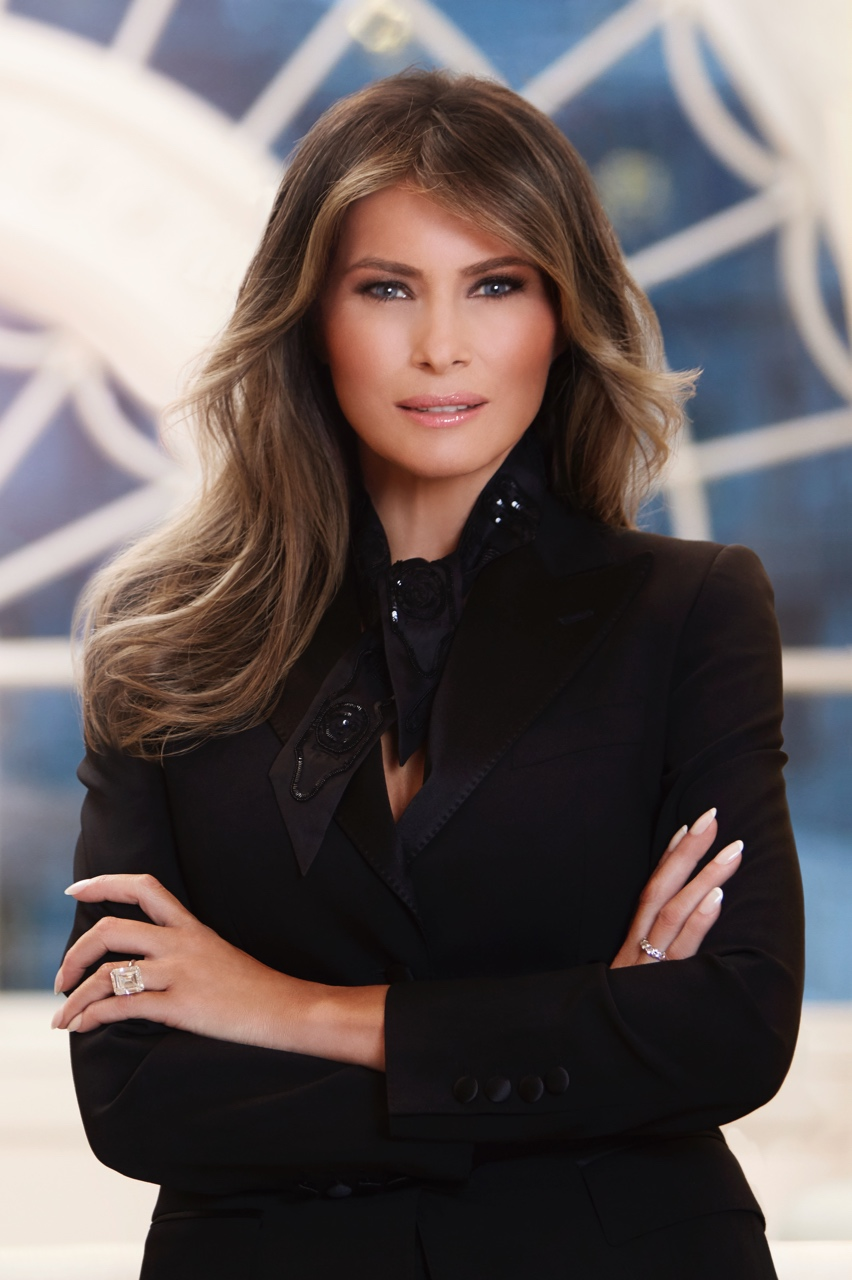
Melania Trump, a 47-a Prima Doamna a Statelor Unite

- 1936: Virgil Andriescu, actor român
- 1937: Ieronim Tătaru, critic și istoric literar
- 1937: Jean-Pierre Beltoise, pilot francez de Formula 1
- 1941: Claudine Auger, actriță franceză (d. 2019)
- 1949: Constantin Amarie, politician român
- 1960: Sorin Frunzăverde, politician român (d. 2019)
- 1963: Jet Li, maestru chinez de arte marțiale, actor, regizor și producător de film și campion de wushu
- 1965: Kevin James, actor, comedian, scenarist și producător american
- 1970: Melania Trump, designer, fost model, femeie de afaceri și a 47-a Prima Doamna a Statelor Unite
- 1971: Ciprian-Minodor Dobre, avocat și politician român
- 1975: Joey Jordison, muzician, compozitor și producător muzical american, membru al formației Slipknot (d. 2021)
- 1980: Jordana Brewster, actriță americană
- 1981: Matthieu Delpierre, fotbalist francez
- 1984: Alexandru Potocean, actor român
- 2001: Kévin Vauquelin, ciclist francez

## Decese
- 1478: Giuliano de Medici, co-conducător al Florenței, împreună cu fratele său Lorenzo de' Medici (n. 1453)
- 1910: Bjørnstjerne Bjørnson, poet, prozator, dramaturg și ziarist norvegian, laureat Nobel (n. 1832)
- 1932: Hart Crane, poet american (n. 1899)
- 1938: Edmund Husserl, filosof austriac, considerat părintele fenomenologiei (n. 1859)
- 1940: Carl Bosch, chimist german, laureat Nobel (n. 1874)
- 1951: Arnold Sommerfeld, fizician și matematician german (n. 1868)
- 1963: Vasile Voiculescu, poet, prozator și dramaturg român (n. 1884)
- 1969: Morihei Ueshiba, cel care în anii 1940 a dezvoltat tehnicile și filosofia aikido (n. 1883)
- 1982: Ovidiu Gologan, operator de film (n. 1912)

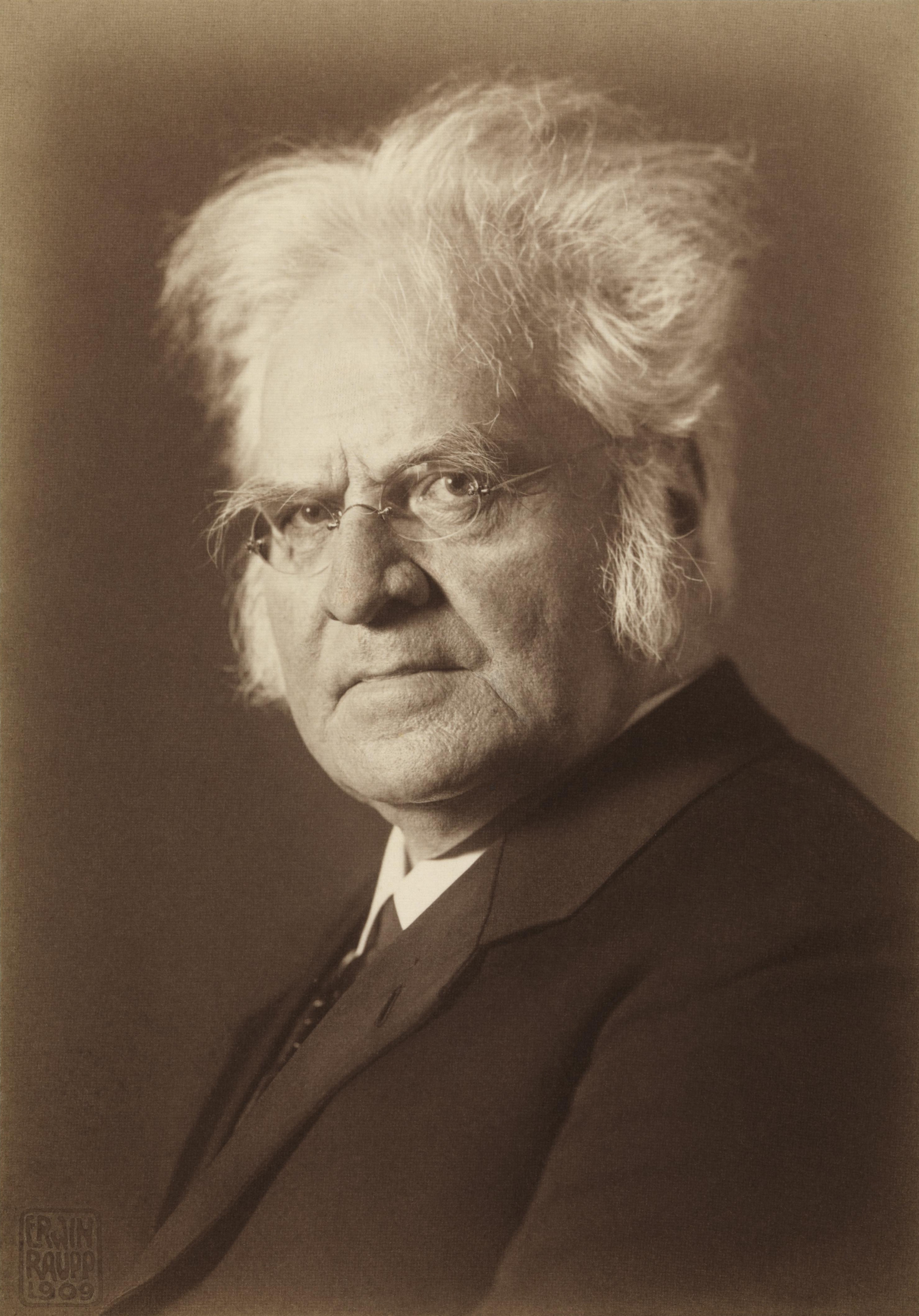
Bjørnstjerne Bjørnson, prozator, dramaturg norvegian, laureat Nobel
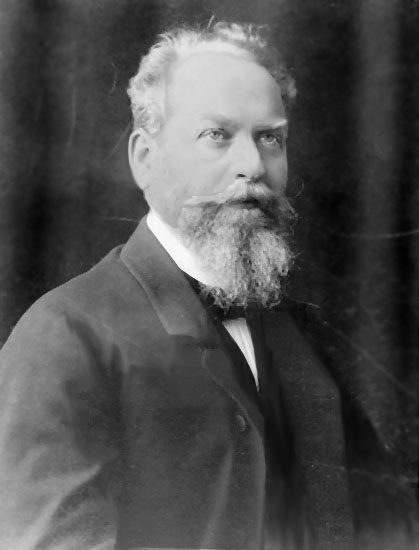
Edmund Husserl, filosof austriac
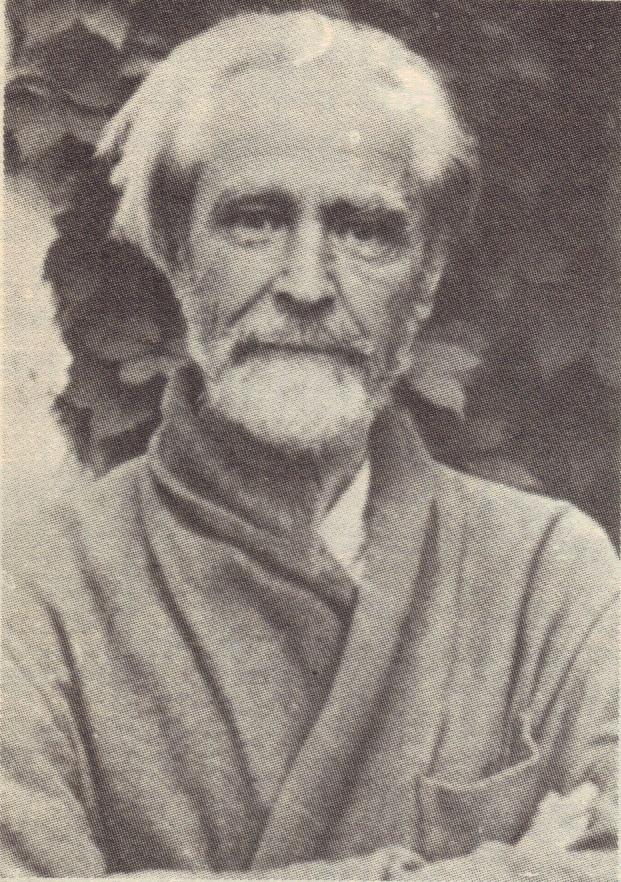
Vasile Voiculescu, poet român

- 1986: Broderick Crawford, actor american (n. 1911)
- 1994: George Constantin, actor român de teatru și film (n. 1933)
- 2002: Brândușa Prelipceanu, jurnalistă și traducătoare română (n. 1949)
- 2004: Titus Mocanu, estetician din România (n. 1923)
- 2007: Florea Dumitrache, fotbalist român (n. 1948)
- 2009: Cătălina Murgea, actriță română (n. 1941)
- 2017: Jonathan Demme, regizor american (n. 1944)
- 2022: Klaus Schulze, muzician german, compozitor de muzică electronică (n. 1947)

## Sărbători
- Ziua Mondială a Proprietății Intelectuale